# 20106 Мортон
20106 Мортон (20106 Morton) — астероїд головного поясу, відкритий 20 серпня 1995 року.
Тіссеранів параметр щодо Юпітера — 3,337.